# Liste der Biografien/Riec
Liste der Biografien |
Portal Biografien |
Personensuche
# |
A |
B |
C |
D |
E |
F |
G |
H |
I |
J |
K |
L |
M |
N |
O |
P |
Q |
R |
S |
T |
U |
V |
W |
X |
Y |
Z |
?
 
Ra |
Rb |
Rd |
Re |
Rh |
Ri |
Rj |
Rk |
Rl |
Rm |
Rn |
Ro |
Rr |
Rs |
Rt |
Ru |
Rv |
Rw |
Rx |
Ry |
Rz
 
Ria |
Rib |
Ric |
Rid |
Rie |
Rif |
Rig |
Rih |
Rii |
Rij |
Rik |
Ril |
Rim |
Rin |
Rio |
Rip |
Riq |
Rir |
Ris |
Rit |
Riu |
Riv |
Riw |
Rix |
Riy |
Riz
 
Rieb |
Riec |
Ried |
Rief |
Rieg |
Rieh |
Riek |
Riel |
Riem |
Rien |
Riep |
Rier |
Ries |
Riet |
Rieu |
Riev |
Riew |
Riex |
Riez
Die Liste der Biografien führt alle Personen auf, die in der deutschsprachigen Wikipedia einen Artikel haben. Dieses ist eine Teilliste mit 115 Einträgen von Personen, deren Namen mit den Buchstaben „Riec“ beginnt.

## Riec

### Riech
- Riech, Heinz (1922–1992), deutscher Filmkaufmann
- Riech, Johann Daniel (1689–1767), Görlitzer Bürgermeister
- Rieche, Alfred (1902–2001), deutscher Chemiker
- Rieche, Anita (* 1950), deutsche Klassische Archäologin
- Rieche, Helmut (* 1943), deutscher Oberbürgermeister
- Rieche, Ludwig August (1839–1893), deutscher Zinngießer und Unternehmer
- Rieche, Walter (1904–1986), deutscher Apotheker, Unternehmer und Fabrikbesitzer
- Riechel, Hans-Dieter (1934–2014), deutscher Biathlet
- Riechelmann, Arthur Otto (* 1903), deutscher Jurist
- Riechelmann, Cord (* 1960), deutscher Journalist, Biologe und Philosoph
- Riecher-Rössler, Anita (* 1954), deutsch-schweizerische Psychiaterin und Hochschullehrerin
- Riechers, Albrecht (1939–2012), deutscher Funktionär der Völkerverständigung zwischen Deutschland und Polen
- Riechers, August (1836–1893), deutscher Geigen- und Bogenbauer
- Riechers, Christian (1936–1993), deutscher Politologe, marxistischer Theoretiker und Hochschullehrer
- Riechers, Helene (1869–1957), deutsche Schauspielerin
- Riechers, Jens (* 1964), deutscher Rugbyspieler, Kanut, Triathlet, Kommunalpolitiker und Sportlehrer
- Riechers, Jörg (* 1968), deutscher Segler
- Riechers, Käthe (1906–1964), deutsche Fürsorgerin
- Riechers, Swantje (* 1991), deutsche Schauspielerin
- Riechert, Hans, deutscher Münzmeister
- Riechert, Horst (1926–2006), deutscher Didaktiker und Hochschullehrer
- Riechert, Thomas (* 1973), deutscher Informatiker
- Riechert, Traugott (1905–1983), deutscher Ophthalmologe, Neurochirurg und Professor
- Riechmann, Dieter (* 1944), deutscher Staatsbürger, wegen Mordes in den USA inhaftiert
- Riechmann, Dirk (* 1967), deutscher Fußballspieler
- Riechmann, Friedrich (* 1943), deutscher Generalleutnant der Bundeswehr
- Riechmann, Friedrich Wilhelm (1854–1913), deutscher Sänger, Schauspieler und Regisseur
- Riechmann, Wolfgang (1947–1978), deutscher Elektronik-MusikerWolfgang Riechmann (1947–1978)

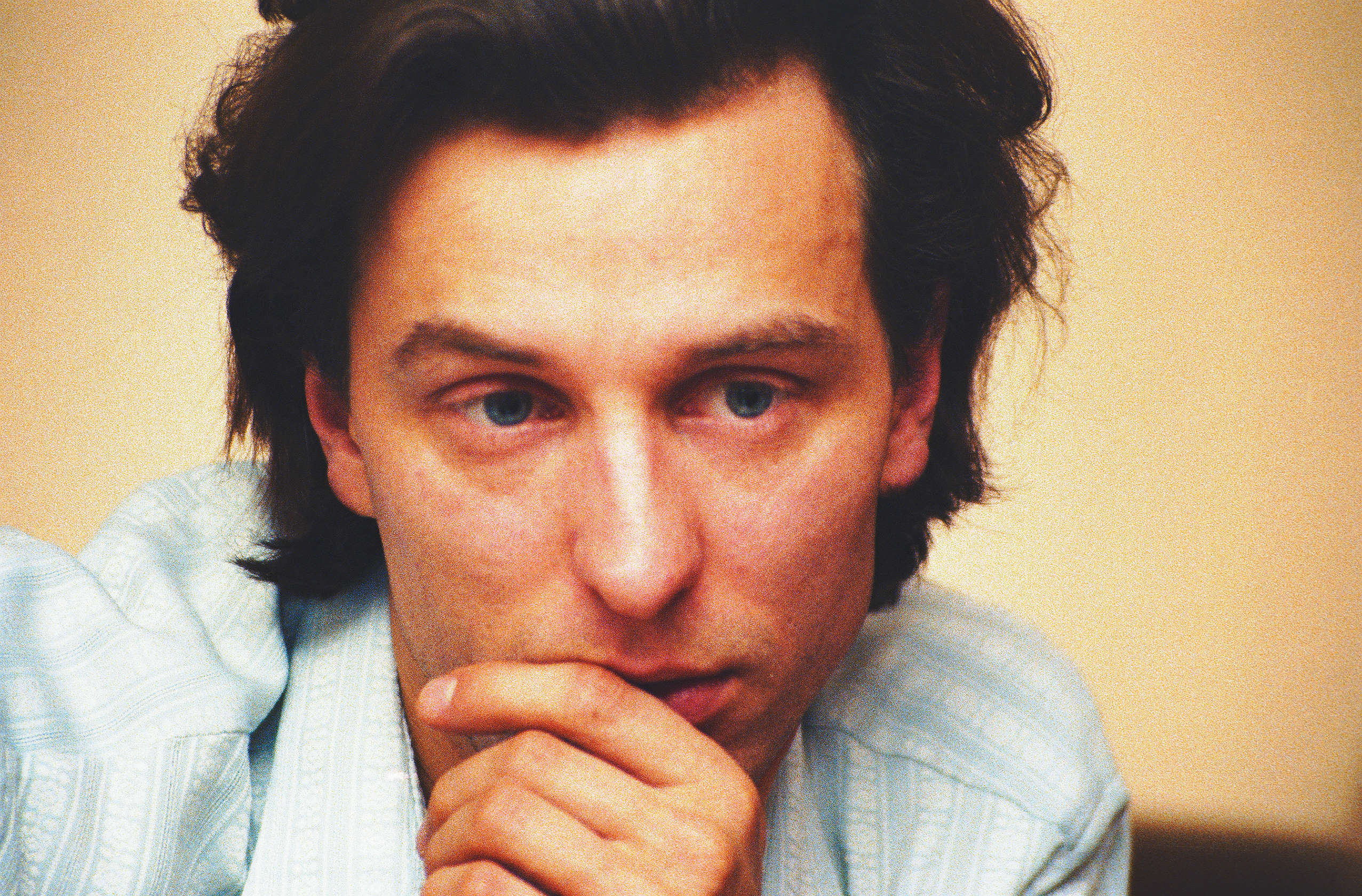
Wolfgang Riechmann (1947–1978)

### Rieck
- Rieck, Alfred (1914–2000), deutscher Ruderer
- Rieck, Arnold (1876–1924), deutscher Schauspieler
- Rieck, Christian (* 1963), deutscher Wirtschaftswissenschaftler
- Rieck, Christopher (* 1976), deutscher American-Football-Spieler
- Rieck, Emil (1852–1939), deutscher Landschafts-, Genre- und Theatermaler
- Rieck, Eva (* 1949), österreichische Theater- und Filmschauspielerin
- Rieck, Franziska (* 1978), deutsche Schauspielerin
- Rieck, Friedrich (1809–1878), deutscher Philologe und Parlamentarier
- Rieck, Hans (1880–1956), deutscher Landrat und Regierungsvizepräsident
- Rieck, Hermann (1850–1939), deutscher Landschaftsmaler und Genremaler
- Rieck, Horst (* 1941), deutscher Journalist
- Rieck, Jens-Jörg (* 1963), deutscher Sportreporter
- Rieck, Josef (1911–1970), deutscher Buchhändler, Widerstandskämpfer gegen den Nationalsozialismus
- Rieck, Karl (1851–1932), deutscher Philologe, Gymnasiallehrer und Heimatforscher
- Rieck, Karl Friedrich († 1704), deutscher Violinist und Komponist
- Rieck, Käthe (1902–2004), deutsche Museumsdirektorin
- Rieck, Lea (* 1986), deutsch-österreichische Journalistin, Buchautorin und Abenteuerreisende
- Rieck, Lina (1878–1964), deutsche Politikerin (SPD), MdL
- Rieck, Marcus (* 1977), deutscher Jazzschlagzeuger
- Rieck, Martin (* 1980), deutscher Journalist und Dokumentarfilmer
- Rieck, Martin (* 1990), deutscher Opern- und Konzertsänger (Tenor), Hochschullehrer und Gesangspädagoge
- Rieck, Mathias (* 1979), deutscher Segler in der Bootsklasse Laser
- Rieck, Max (1857–1932), deutscher Kaufmann, Unternehmer, Publizist und Verleger
- Rieck, Mieken (1892–1977), deutsche Tennisspielerin und Sportfunktionärin
- Rieck, Olaf (* 1964), deutscher BergsteigerOlaf Rieck (* 1964)

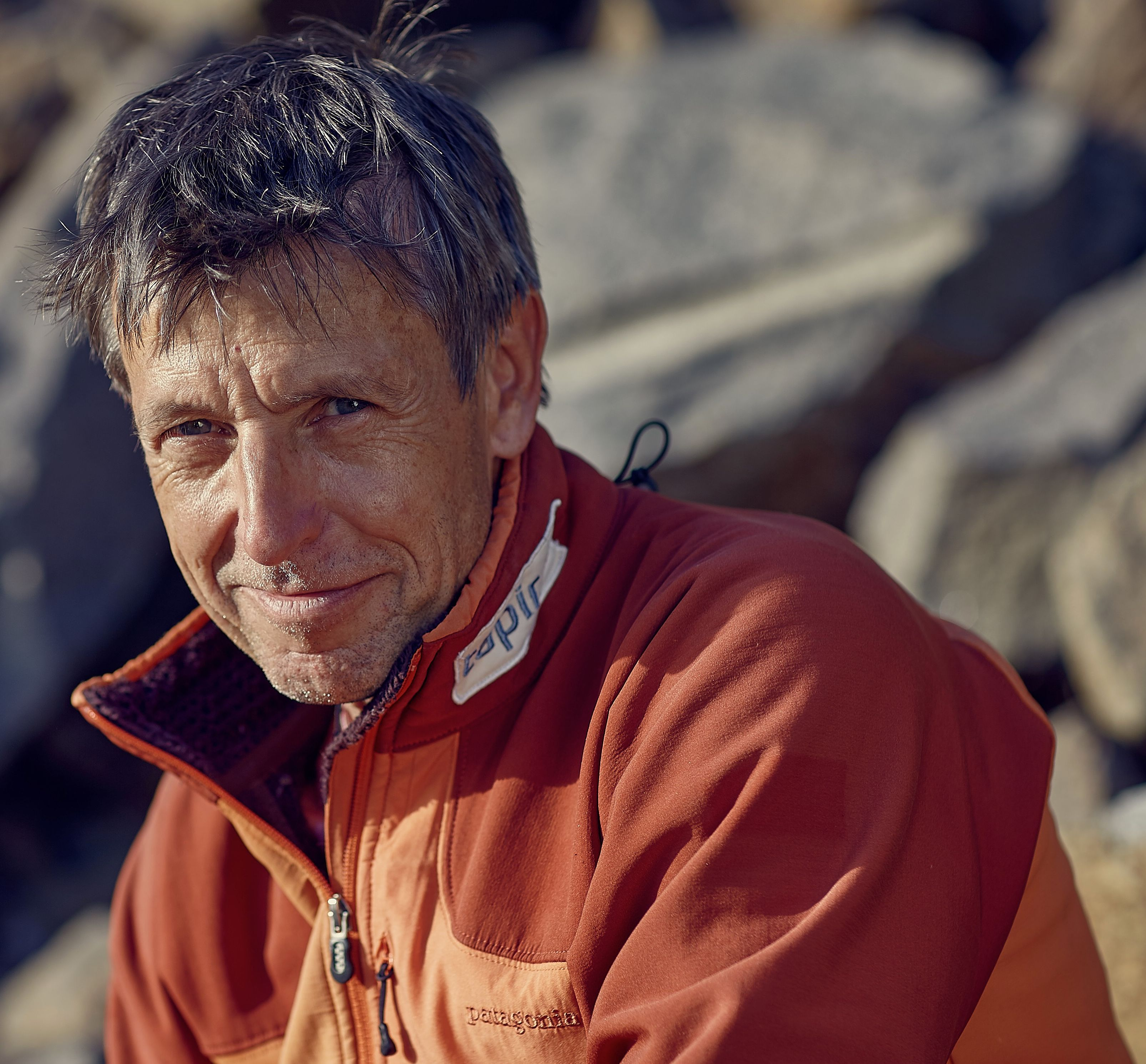
Olaf Rieck (* 1964)

- Rieck, Paul (* 1889), deutscher SA-Führer
- Rieck, Rudolf (1846–1924), deutscher Fabrikant und Politiker (DDP)
- Rieck, Walter (1885–1974), deutscher Politiker und Retter zweier Jüdinnen
- Rieck, Walter (1905–1990), deutscher Wildbiologe und Jagdwissenschaftler
- Rieck, Walter (1911–2002), deutscher Maler und Illustrator
- Rieck, Wilhelm (1893–1991), deutscher Veterinärmediziner
- Rieck, Wolf (* 1943), deutscher Wirtschaftspädagoge und Hochschulpräsident
- Rieck, Wolfgang (* 1953), deutscher Lyriker, Sänger und Liedermacher
- Rieck, Wolfgang (* 1954), deutscher Politiker (CDU), MdL
- Rieck-Blankenburg, Antje (* 1962), deutsche Übersetzerin
- Riecke, Addison (* 2004), US-amerikanische Schauspielerin
- Riecke, Anne (* 1983), deutsche Politikerin (FDP), MdL
- Riecke, Christian von (1802–1865), württembergischer Verwaltungsjurist und Richter
- Riecke, Eduard (1845–1915), deutscher Experimentalphysiker
- Riecke, Erich (1906–1992), deutscher Politiker (CDU)
- Riecke, Friedrich (1794–1876), württembergischer Mathematiker und Forstwissenschaftler
- Riecke, Gustav Adolf (1798–1883), württembergischer evangelischer Geistlicher und Pädagoge
- Riecke, Hans-Joachim (1899–1986), deutscher Agrarpolitiker (NSDAP), MdR, MdL, SS-OberführerHans-Joachim Riecke (1899–1986)

Hans-Joachim Riecke (1899–1986)

- Riecke, Heinz-Gerhard (1896–1964), deutscher HNO-Arzt und Hochschullehrer
- Riecke, Henning (* 1966), deutscher Politikwissenschaftler und Programmleiter bei der Deutschen Gesellschaft für Auswärtige Politik (DGAP)
- Riecke, Jörg (1960–2019), deutscher Germanist und Hochschullehrer
- Riecke, Karl von (1830–1898), württembergischer Beamter, Finanzminister
- Riecke, Lea-Jasmin (* 2000), deutsche Weitspringerin
- Riecke, Leopold Sokrates von (1790–1876), deutscher Chirurg, Gynäkologe und Hochschullehrer
- Riecke, Victor Adolf von (1805–1857), württembergischer Mediziner
- Riecke, Victor Heinrich (1759–1830), württembergischer evangelischer Geistlicher
- Riecke-Volkmann, Esther (* 1969), deutsche Künstlerin
- Riecken, Christian (1880–1950), deutscher Ingenieur und Automobilrennfahrer
- Riecken, Ernst-Otto (* 1932), deutscher Internist und Hochschullehrer
- Riecken, Henry W. (1917–2012), US-amerikanischer Soziologe
- Riecken, Hermann (1901–1985), deutscher Verwaltungsbeamter, Bürgermeister und NS-Gebietskommissar im Baltikum
- Riecken, Jan Peter (* 1966), deutscher Politiker (SPD), MdHB
- Riecken, Lisa (* 1949), deutsche Schauspielerin
- Riecken, Richard (1935–2004), deutscher Sportpädagoge und Hochschullehrer
- Riecken-Daerr, Silke, deutsche Diplomatin
- Riecker, Ariane (* 1969), deutsche Autorin und Regisseurin von Dokumentationen und Reportagen
- Riecker, Gerhard (1926–2022), deutscher Kardiologe
- Riecker, Helmfried (* 1940), deutscher Theologe und Sportler
- Riecker, Joachim (* 1963), deutscher Journalist und Historiker
- Riecker, Otto (1896–1989), deutscher evangelischer Pfarrer
- Rieckermann, Ralph (* 1962), deutscher Rockmusiker und FilmkomponistRalph Rieckermann (* 1962)

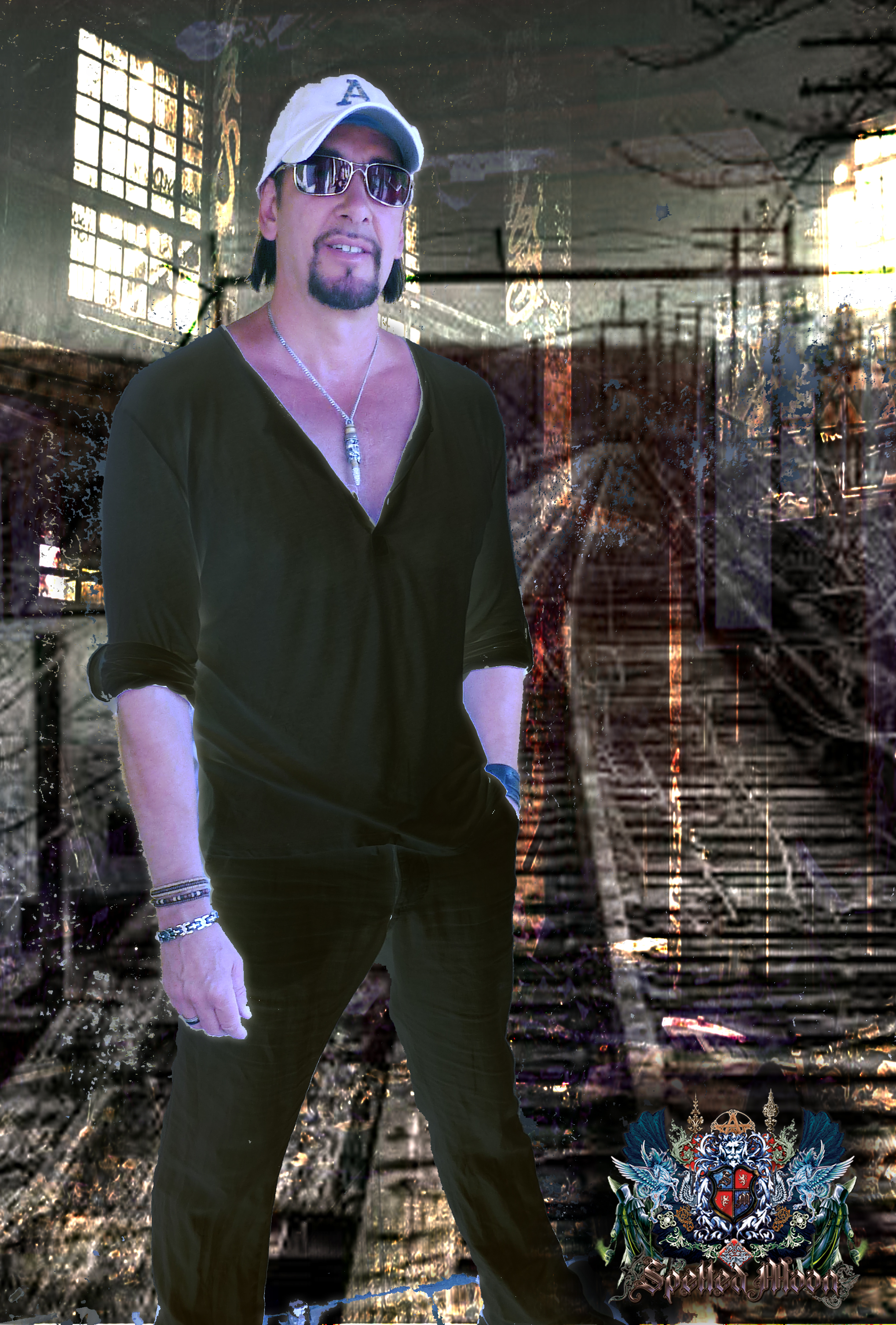
Ralph Rieckermann (* 1962)

- Rieckert, Hans (* 1938), deutscher Sportmediziner
- Rieckher, Julius (1819–1878), deutscher Altphilologe und Schulleiter
- Rieckhof, Andreas (* 1959), deutscher Politiker (SPD)
- Rieckhof, Anne (* 1989), deutsche Schauspielerin
- Rieckhoff, Alexander (* 1969), deutscher Krimi-Autor und Journalist
- Rieckhoff, Elke (1941–2006), deutsche Schauspielerin, Balletttänzerin, Choreografin und Sängerin
- Rieckhoff, Ernst-Otto (1951–2021), deutscher Fußballfunktionär und Mineralölkaufmann
- Rieckhoff, Hannes (* 1944), deutscher Manager und Politiker (CDU)
- Rieckhoff, Herbert (1898–1948), deutscher Offizier, zuletzt Generalleutnant
- Rieckhoff, Jan (* 1950), deutscher Fotograf, Maler, Illustrator und Cartoonist
- Rieckhoff, Sabine (* 1944), deutsche Archäologin
- Rieckhoff, Sibylle (* 1955), deutsche Kinderbuchautorin
- Rieckhoff, Stefan (* 1968), deutscher Bühnen- und Kostümbildner
- Rieckhoff, Willy (1900–1973), deutscher Politiker (SPD), MdHB
- Rieckmann, Erna (* 1887), deutsche Politikerin (USPD) in der Hamburger Bürgerschaft
- Rieckmann, Heinz, deutscher Feldhandballspieler
- Rieckmann, Julian (* 2000), deutscher Fußballspieler
- Rieckmann, Marco (* 1978), deutscher Didaktiker und Umweltwissenschaftler
- Rieckmann, Peter (* 1961), deutscher Neurologe
- Rieckmann, Reinhold (* 1942), deutscher Keramiker, Bildhauer, Grafiker, Objektkünstler
- Riecks, Cory (* 1988), US-amerikanischer Volleyballspieler und -trainer